# Чернуха (Бутурлинський район)
Чернуха (рос. Чернуха) — присілок в Бутурлинському районі Нижньогородської області Російської Федерації.
Населення становить 34 особи. Входить до складу муніципального утворення Уваровська сільрада.

## Історія
Від 2009 року входить до складу муніципального утворення Уваровська сільрада.

## Населення
| 1999 | 2002 | 2010 |
| ---- | ---- | ---- |
| 49   | ↘32  | ↗34  |